# 清光寺
清光寺（せいこうじ）は、山梨県北杜市長坂町大八田にある曹洞宗の寺院である。山号は朝陽山。本尊は薬師瑠璃光如来。開基は源清光（逸見黒源太清光）である。
大本山は福井県吉田郡永平寺町の永平寺と横浜市の總持寺であり、本寺は甲府市の興因寺である。末寺30余か寺を持つ巨刹である。

## 歴史

### 創建
源清光（逸見黒源太清光）は源義光の孫であり、源義清（逸見冠者義清）の嫡男として天仁3年（1110年）に生まれた。後に源清光は逸見太郎や黒源太と称し、谷戸城を築いた。久安7年（1151年）には真言宗の道場として信立寺を城外に造った。源清光は仁安3年（1168年）に亡くなり、信立寺に葬られた。

### 中興
信立寺のその後は栄枯盛衰あったが、文明7年（1475年）に興因寺2世の宗穆和尚が曹洞宗の寺として中興した。里人が「キヨミツデラ」と呼んでいたことから、清光寺と改称された。

## 境内
- 本堂 - 桁行は13間、梁間は9間であり、本山に匹敵する規模を有する[4]。
- 総門 - 享和元年（1801年）10月建立[5]。1993年（平成5年）12月8日改修[5]。北杜市指定文化財。
- 山門
- 庫裡 - 総檜造[4]。
- 開山堂
- 檀信徒会館 - 位牌堂を併設。
- 清光公墓所 - 清光寺の開基である源清光の墓[5]。
- 馬蹄石 - 源清光が乗馬して乗った際に窪みができたと伝わる石[5]。
- 芥川龍之介の句碑 - 1923年（大正12年）8月には第2回高原夏期大学で芥川龍之介を訪れており、この際に芥川が詠んだ句碑である[5]。

## 高原夏期大学
1921年（大正10年）8月22日〜25日に清光寺を会場として、山梨教育会北巨摩支会の主催する高原夏期大学（夏期講習会）が開かれた。講習会は、「文学」、「思想」、「法律」などをそれぞれの講師が担当したが、「宗教」は当時の清光寺住職だった高橋竹迷（たかはしちくめい）が受け持った。高原夏期大学は、明治以来文部省の指導の下に行われてきた教員向けの講習会とは違い、一般の人も参加できるようにしたもので、山梨県で初の試みだった。翌1922年（大正11年）には、8月1日〜10日に山梨教育会と北巨摩教育支会の合同で第1回高原夏期大学が小淵沢小学校で開催された。
続いて1923年（大正12年）8月1日〜5日に北巨摩教育支会主催で清光寺において第2回夏期高原大学が開催され、「哲学」を東京高等師範学校教授で文学博士の得能文（とくのうぶん）が、「宗教」を仏教学者の加藤咄堂（かとうとつどう）が、「講演」を太田秀穂が、「文学」を自死した有島武郎の替わりに芥川龍之介が担当した。芥川龍之介は8月2日の午後と3〜5日の午前の合計4回の講義を担当した。この時の高原夏期大学には連日250人余りの人が参加し、大盛況だった。
清光寺は高原夏期大学を主導した堀内柳南の菩提寺であり、芥川龍之介が柳南に贈った句「藤の花 軒端の苔の 老いにけり」の軸装を有する。1993年（平成5年）12月8日には境内にこの句の句碑が建立された。

## 本末関係
- 興因寺（甲府市）
  - 清光寺

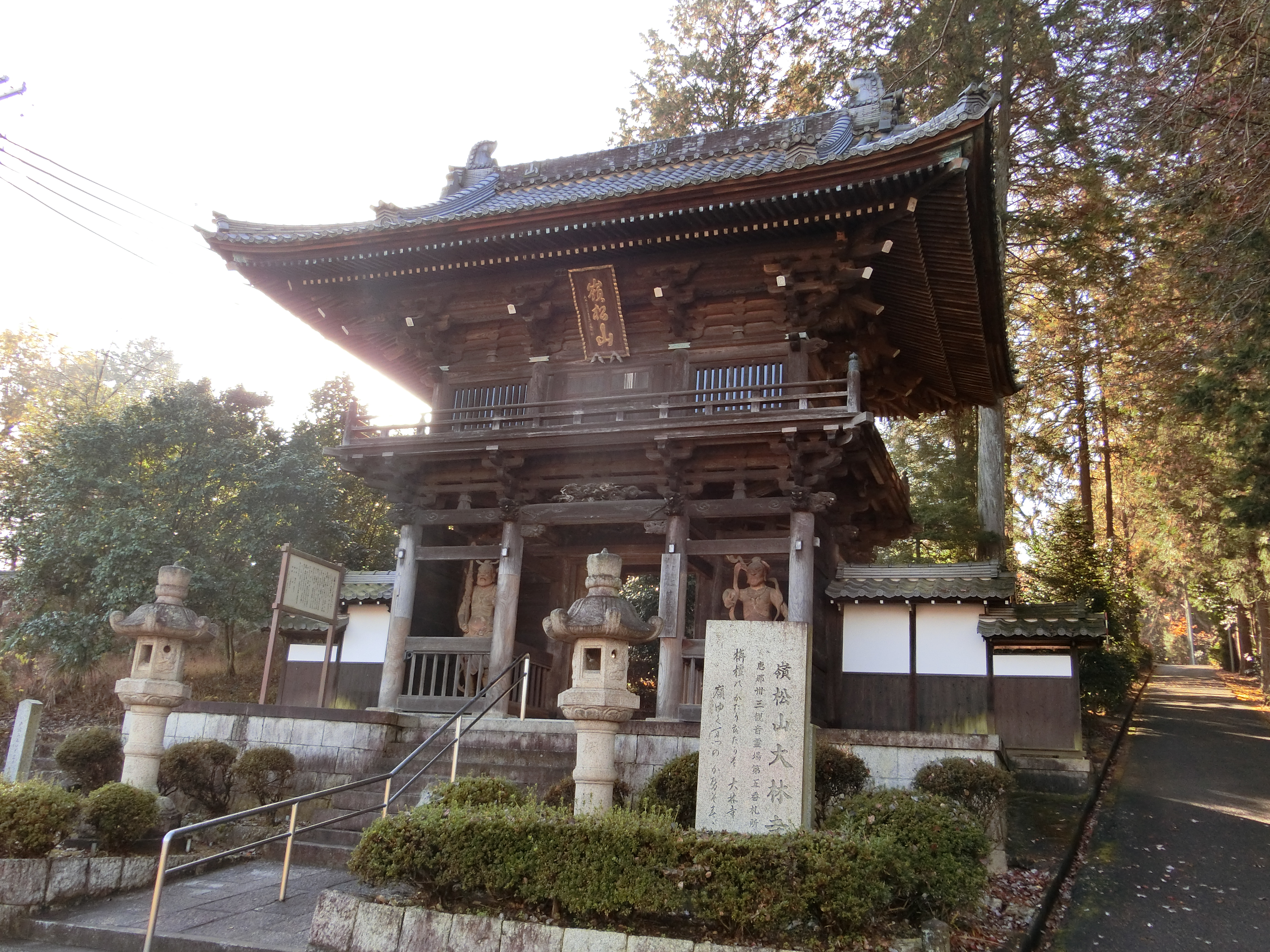
末寺の大林寺（岐阜県中津川市）

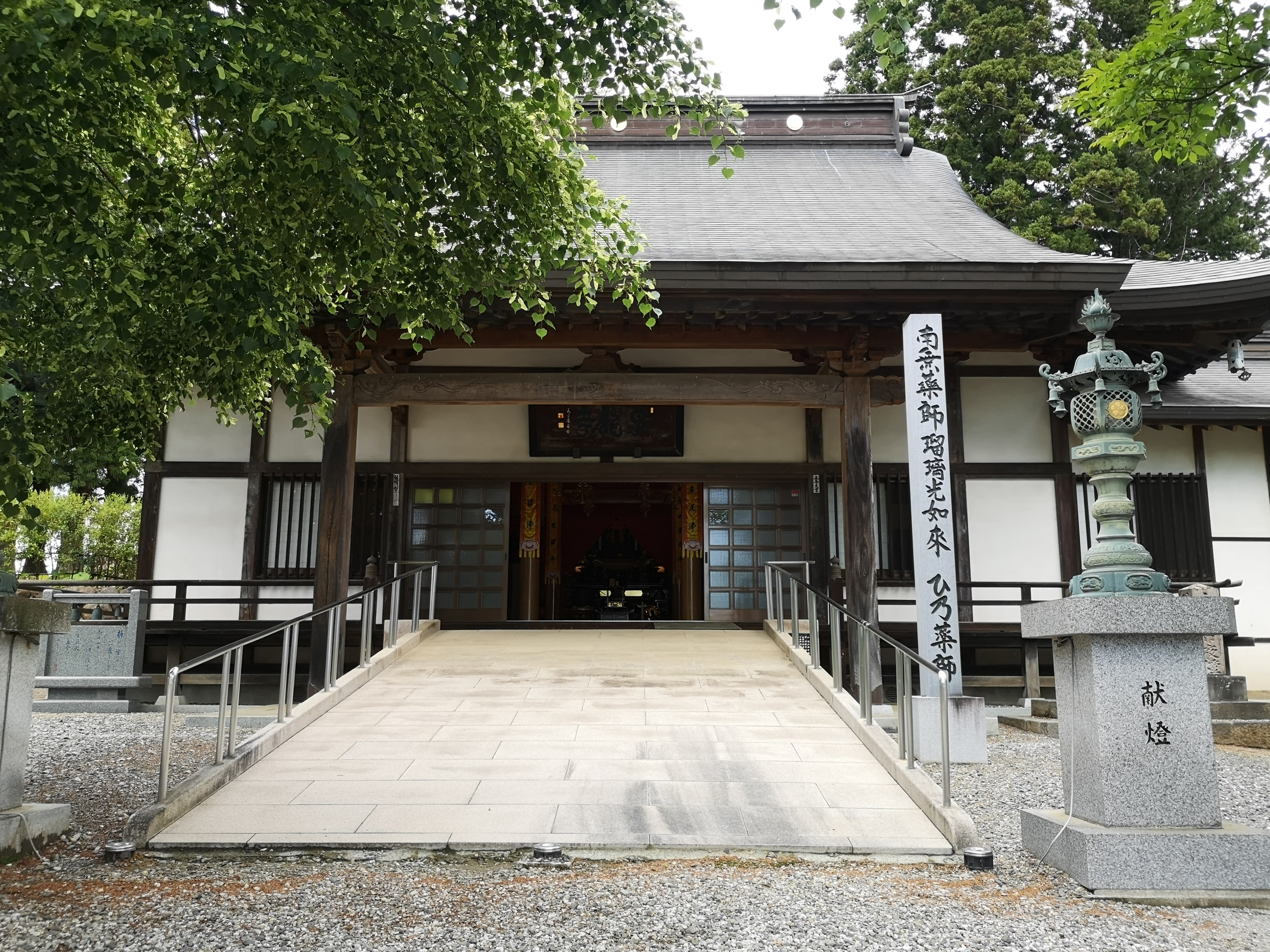
末寺の泉龍寺（北杜市高根町）

    - 龍岸寺（北杜市長坂町） - 清光寺2世が創建。
      - 萬休院（北杜市武川町）
      - 長昌院（北杜市長坂町）
      - 繁昌寺（北杜市明野町）
      - 西方寺（北杜市長坂町）

    - 城光院（長野県佐久市） - 清光寺2世が創建。
      - 法泉院

    - 安楽寺（長野県、廃寺） - 清光寺2世が創建。
    - 大林寺（岐阜県中津川市） - 天正8年（1616年）、清光寺5世の照庵玄光が坂本神社の神宮寺として禅洞庵という草庵を設けたのが濫觴とされる。
      - 長徳寺（岐阜県恵那市）
      - 瑞現寺（岐阜県恵那市）
        - 長栄寺（岐阜県恵那市）

      - 圓通寺（岐阜県恵那市）
      - 弥勒寺（岐阜県関市）

    - 竜沢寺（北杜市長坂町） - 清光寺6世が創建。
    - 道喜院（北杜市大泉町） - 清光寺7世が創建。
    - 城源院（韮崎市） - 清光寺7世が創建。
    - 法善寺（北杜市大泉町、廃寺） - 清光寺7世が創建。
    - 江月院（北杜市長坂町、廃寺） - 清光寺7世が創建。
    - 泉龍寺（北杜市高根町） - 清光寺8世が創建。
    - 安楽寺（北杜市大泉町） - 清光寺8世が創建。
    - 円通寺（北杜市小淵沢町） - 清光寺9世が創建。
    - 竜福寺（北杜市白州町） - 清光寺9世が創建。
    - 東泉院（北杜市須玉町） - 清光寺9世が創建。
    - 広徳寺（北杜市高根町、廃寺） - 清光寺9世が創建。
    - 法性寺（北杜市長坂町） - 清光寺9世が創建。
    - 声聞寺（北杜市長坂町） - 清光寺9世が創建。
    - 忠光寺（北杜市大泉町、廃寺） - 清光寺9世が創建。
    - 宝蔵寺（韮崎市） - 清光寺10世が創建。
    - 養泉院（北杜市須玉町） - 清光寺10世が創建。
    - 長泉寺（北杜市須玉町） - 清光寺10世が創建。
    - 喜翁院（北杜市長坂町、廃寺） - 清光寺10世が創建。
    - 西宮寺（韮崎市、廃寺） - 清光寺10世が創建。
    - 東原寺（北杜市大泉町、廃寺） - 清光寺10世が創建。
    - 葉光庵（北杜市高根町、廃寺） - 清光寺10世が創建。
    - 長徳寺（北杜市長坂町、廃寺） - 清光寺10世が創建。
    - 妙喜院（北杜市長坂町） - 清光寺10世が創建。
    - 普聞軒（北杜市高根町、廃寺） - 清光寺11世が創建。
    - 東泉軒（北杜市高根町） - 清光寺12世が創建。
    - 慈聞院（北杜市高根町、廃寺） - 清光寺12世が創建。

出典 : 『長坂町誌 下巻』

## 文化財

### 市指定文化財
- 清光寺の総門附棟札[11] - 享和元年（1801年）10月建立。1994年（平成6年）2月7日長坂町指定文化財。
- 清光寺の制札[11] - 天正3年（1575年）製作。1990年（平成2年）1月23日長坂町指定文化財。